# 루이스 필리프 드 포르투갈 왕세자
루이스 필리프 드 포르투갈(포르투갈어: Luís Filipe, 1887년 3월 21일 ~ 1908년 2월 1일)은 포르투갈 왕국의 왕세자이다.
1887년 3월 31일 리스본 벨렝궁에서 카를루스 국왕과 아멜리 도를레앙 왕비의 첫째 아들로 태어났으며 1889년 10월 19일에는 포르투갈의 왕세자, 브라간사 공작 칭호를 받았다.
1908년 2월 1일 카를루스 국왕의 가족들이 차를 타고 리스본에 위치한 코메르시우 광장에 가던 도중에 공화주의자였던 알프레두 루이스 다 코스타(Alfredo Luís da Costa), 마누엘 부이사(Manuel Buiça)가 쏜 총에 맞아 암살당했다. 원래 카를루스 국왕의 후계자는 루이스 필리프였는데 그 역시 목숨을 잃어서 동생인 마누엘 2세가 후임 국왕이 되었다.